# Шофер на один рейс
«Шофер на один рейс» (рос. «Шофёр на один рейс») — російський радянський художній фільм 1981 року режисера Вадима Зобіна.

## Сюжет
Шофер Михайло знайомиться з колгоспницею Софією, яка приїхала в Москву, і допомагає їй в покупці автомобіля. Він — удівець, вона розлучилася з чоловіком. На прохання Софії він погоджується відвезти її з дочкою і зятем додому. У Михайла виникає велике почуття до Софії, але її дочка проти. Безглузді ситуації, в які потрапляють герої фільму, завершуються весело…

## У ролях
- Лідія Федосеєва-Шукшина
- Олег Єфремов
- Лідія Сухаревська
- Наталія Вавилова
- Юрій Дуванов
- Вадим Андрєєв
- Валентина Якуніна
- Любов Соколова
- Наталя Кустинська
- Володимир Прохоров
- Георгій Георгіу
- Володимир Сошальський

## Творча група
- Автори  сценарію: — Афанасій Салинський
- Режисери-постановники: — Вадим Зобін
- Оператори-постановники: — Володимир Трофимов
- Художники-постановники: — Юрій Углов
- Композитори: — Борис Фрумкін
- Стіхов — Самуіла Маршака, Даніїла Хармаса
- Звукооператори: — Олег Соломонов
- Режисера: — Наталя Конюшов
- Художника: — Володимир Лехман
- Костюми: — Олександр Колегаев
- Гріми: — Наталя Фастенко
- Монтажери: — Наталя Буднік
- Асистенти:
- режисера — Олександра Карташова, Тетяна Строєва
- оператора: — Сергій Большаков
- художника: — Михайло Вахромцев
- Редактори: — Михайло Темянова
- Музикальний редактора: — Наталя Чєрніцька
- Директори картини: — Асхат Муртазін